# ジョーダン・スプリンクル
ジョーダン・タイラー・スプリンクル（Jordan Tyler Sprinkle，2001年3月6日 - ）は、アメリカ合衆国カリフォルニア州インディオ出身のプロ野球選手（遊撃手）。MLBのシカゴ・ホワイトソックス傘下所属。

## 経歴
2022年のMLBドラフトでシカゴ・ホワイトソックスから4巡目（全体131位）で指名されプロ入り。契約後はルーキー級アリゾナ・コンプレックスリーグ（ACL）のACLホワイトソックスで5試合、A級カナポリス・キャノンボーラーズで22試合の計27試合に出場し、打率.255、1本塁打、4打点、9盗塁を記録した。
2023年は元々評価が高い守備力に加えて打撃力の向上が望まれていたが、故障も重なり、A級カナポリスで71試合に出場して打率.228、3本塁打、32打点、17盗塁を記録するにとどまった。